# NGC 3245A
NGC 3245A (другие обозначения — UGC 5662, MCG 5-25-12, ZWG 154.16, FGC 1069, PGC 30714) — спиральная галактика с перемычкой (SBb) в созвездии Малый Лев.
Этот объект не входит в число перечисленных в оригинальной редакции «Нового общего каталога» и был добавлен позднее.
Галактика NGC 3245A входит в состав группы галактик NGC 3254. Помимо NGC 3245A в группу также входят NGC 3245, NGC 3254, NGC 3265, NGC 3277 и PGC 30714.